# Bertiera
Bertiera, rod broćevki smješten u vlastiti tribus Bertiereae, dio potporodice Ixoroideae. Postoji 57 priznatih vrsta raširenih po tropskooj Americi i Africi.
Tribus je opisan 2003.

## Vrste
1. Bertiera adamsii (Hepper) N.Hallé
2. Bertiera aequatorialis N.Hallé
3. Bertiera aethiopica Hiern
4. Bertiera angusiana N.Hallé
5. Bertiera angustifolia Benth.
6. Bertiera annobonensis G.Taylor
7. Bertiera arctistipula N.Hallé
8. Bertiera batesii Wernham
9. Bertiera bicarpellata (K.Schum.) N.Hallé
10. Bertiera bistipulata Bojer ex Wernham
11. Bertiera borbonica A.Rich. ex DC.
12. Bertiera bracteolata Hiern
13. Bertiera bracteosa (Donn.Sm.) B.Ståhl & L.Andersson
14. Bertiera breviflora Hiern
15. Bertiera brevithyrsa A.P.Davis
16. Bertiera chevalieri Hutch. & Dalziel
17. Bertiera congolana De Wild. & T.Durand
18. Bertiera crinita (A.Rich.) Wittle & A.P.Davis
19. Bertiera elabensis K.Krause
20. Bertiera fimbriata Hepper
21. Bertiera globiceps K.Schum.
22. Bertiera gonzaleoides Griseb.
23. Bertiera guianensis Aubl.
24. Bertiera heterophylla Nguembou & Sonké
25. Bertiera iturensis K.Krause
26. Bertiera lanx N.Hallé
27. Bertiera laurentii De Wild.
28. Bertiera laxa Benth.
29. Bertiera laxissima K.Schum.
30. Bertiera ledermannii K.Krause
31. Bertiera lejolyana Nguembou & Sonké
32. Bertiera letouzeyi N.Hallé
33. Bertiera longiloba K.Krause
34. Bertiera longithyrsa Baker
35. Bertiera loraria N.Hallé
36. Bertiera lujae De Wild.
37. Bertiera naucleoides (S.Moore) Bridson
38. Bertiera orthopetala (Hiern) N.Hallé
39. Bertiera parviflora Spruce ex K.Schum.
40. Bertiera pauloi Verdc.
41. Bertiera pedicellata (Hiern) Wernham
42. Bertiera procumbens K.Schum. & K.Krause
43. Bertiera racemosa (G.Don) K.Schum.
44. Bertiera retrofracta K.Schum.
45. Bertiera rosseeliana Sonké, Esono & Nguembou
46. Bertiera rufa A.Rich. ex DC.
47. Bertiera rugosa L.Andersson & C.H.Perss.
48. Bertiera sinoensis Jongkind
49. Bertiera sphaerica N.Hallé
50. Bertiera spicata (C.F.Gaertn.) K.Schum.
51. Bertiera subsessilis Hiern
52. Bertiera tessmannii K.Krause
53. Bertiera thollonii N.Hallé
54. Bertiera thonneri De Wild. & T.Durand
55. Bertiera troupinii N.Hallé
56. Bertiera viburnoides (Standl.) J.H.Kirkbr.
57. Bertiera zaluzania Comm. ex C.F.Gaertn.